# Buchlovice
Buchlovice (en allemand : Buchlowitz) est un bourg (městys) du district d'Uherské Hradiště, dans la région de Zlín, en Tchéquie. Sa population s'élevait à 2 421 habitants en 2020.

## Géographie
Buchlovice se trouve à 12 km à l'ouest-nord-ouest d'Uherské Hradiště, à 29 km au sud-ouest de Zlín, à 55 km à l'est-sud-est de Brno et à 237 km au sud-est de Prague.
La commune est limitée par Staré Hutě au nord, par Břestek au nord-est, par Tupesy et Zlechov à l'est, par Boršice, Stříbrnice et Medlovice au sud, et par Osvětimany et Stupava à l'ouest.

## Histoire
La première mention écrite du village date de 1207.

## Lieux et monuments
- Château de Buchlovice
- Château de Buchlov

## Source
- (en) Cet article est partiellement ou en totalité issu de l’article de Wikipédia en anglais intitulé « Buchlovice » (voir la liste des auteurs).